# 脱リン酸化
脱リン酸化（だつリンさんか、英: dephosphorylation）は、加水分解によって有機化合物からリン酸基（-PO43−）の脱離を行う反応である。アデノシン三リン酸（ATP）からアデノシン二リン酸（ADP）と無機リン酸への変換は、生体内での脱リン酸化反応のなかで特に重要である。リン酸化と脱リン酸化は可逆的な翻訳後修飾としても利用され、リン酸エステルの付加と脱離によって酵素の活性化や不活性化が行われる。
脱リン酸化には加水分解酵素（ヒドロラーゼ）の一種が利用され、エステル結合の切断が行われる。脱リン酸化に利用される加水分解酵素の主要な種類としてホスファターゼが挙げられる。ホスファターゼは、リン酸モノエステルをリン酸イオンとヒドロキシル基（-OH）へ加水分解することでリン酸基を除去する。
可逆的なリン酸化-脱リン酸化反応はあらゆる生理学的過程でみられ、生物の生存にはプロテインホスファターゼが正しく機能することが必要不可欠である。タンパク質の脱リン酸化は細胞のシグナル伝達に関与する重要な過程であり、プロテインホスファターゼは心疾患、糖尿病、アルツハイマー病などの病態に関係している。

## 歴史
脱リン酸化は、ウサギの骨格筋から単離された酵素ホスホリラーゼについての一連の実験から発見された。1955年、エドヴィン・クレープスとエドモンド・フィッシャーは、RI標識されたATPを用いて、ホスホリラーゼがb型からa型へ変換される際にセリン残基にリン酸基が付加されることを明らかにした。その後クレープスとフィッシャーは、このリン酸化がリン酸化カスケードと呼ばれるリン酸化反応の連鎖の一部であることを発見した。最終的に、リン酸化形態であるホスホリラーゼaをb型へ変換する酵素として、リン酸化タンパク質ホスファターゼIとIIがイオン交換クロマトグラフィーによってウサギの肝臓から同定された。
これらの脱リン酸化を行うタンパク質の発見以降、リン酸化と脱リン酸化の可逆的性質は幅広いタンパク質（主に酵素であるが、酵素以外のタンパク質も含まれる）と関係していることが示されてきた。クレープスとフィッシャーは、タンパク質の可逆的なリン酸化の発見により1992年のノーベル生理学・医学賞を獲得した。

## 機能

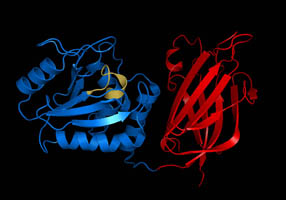
PTENの結晶構造。青で示されたN末端ホスファターゼドメインが青色、ドメイン中の活性部位が黄色、C末端のC2ドメインが赤色で示されている。

セリン、スレオニン、チロシンといった中性極性アミノ酸のヒドロキシル基のリン酸化と脱リン酸化は、あらゆる生理学的過程の調節の基礎をなしている。リン酸化はヒドロキシル基がリン酸基による共有結合修飾を受ける反応で、ヒドロキシル基の酸素原子がATPのγ-リン酸を求核攻撃する。脱リン酸化は水和反応を介してリン酸基が脱離する反応で、ヒドロキシル基が再形成される。どちらの過程も可逆的であり、どちらの機構もタンパク質の活性化と不活性化の双方に利用される。タンパク質のリン酸化によって、コンフォメーション変化による特定のリガンドの結合の変化、活性の上昇または低下、といった多くの生化学的な影響が生じる。リン酸化と脱リン酸化は、構造タンパク質、酵素、膜チャネル、シグナリング分子、他のキナーゼやホスファターゼなど、あらゆるタイプの基質に対して行われる。これらの過程は、リン酸化調節（phosphoregulation）と総称される。リン酸化調節の異常は疾患の原因となることもある。

### 翻訳後修飾
タンパク質の脱リン酸化はタンパク質の性質を変化させる機構の1つであり、リン酸化されたセリン、スレオニン、チロシン残基からリン酸基の除去が行われる。その結果、酵素の活性化や不活性化が起こる。タンパク質合成装置の構成要素もリン酸化や脱リン酸化が行われ、タンパク質合成速度が調節される。細胞内のシグナル伝達経路も、さまざまなタンパク質の連続的なリン酸化と脱リン酸化に依存している。

### ATPなどの低分子の脱リン酸化
ATP4− + H2O ⟶ ADP3− + HPO42− + H+
アデノシン三リン酸（ATP）は、生体内における自由エネルギーの「通貨」として機能する。ATPの自発的な脱リン酸化反応によって 30.5 kJ/molのエネルギーが放出され、細胞内の反応の駆動に利用される。非自発的な反応もATPの脱リン酸化と共役することで共役反応の自由エネルギー変化が負となり、全体としては自発的な反応となる。ATPは脱リン酸化されてADPと無機リン酸となる。
ATP以外の分子でも脱リン酸化は起こり、化合物によって脱リン酸化に伴う自由エネルギー変化の値は異なる。
| 分子                               | 自由エネルギー変化 |
| ---------------------------------- | ------------------ |
| アセチルリン酸（Acetyl phosphate） | -47.3 kJ/mol       |
| グルコース-6-リン酸                | -13.8 kJ/mol       |
| ホスホエノールピルビン酸           | -61.9 kJ/mol       |
| クレアチンリン酸                   | -43.1 kJ/mol       |

### 光化学系IIにおける脱リン酸化の重要性
光合成の一連の明反応（光化学反応）を構成する最初の複合体は、光化学系IIと呼ばれる。この複合体は光子を捕捉し、ATPの産生に必要な電子を提供する。光化学系IIは温度変化に対して特に敏感であり、脱リン酸化が温度変化に対する適応を駆動する因子であることが示唆されている。光合成を行うチラコイド膜中でのタンパク質の脱リン酸化は温度上昇によって加速し、特に複合体の反応中心のタンパク質で大きな影響がみられる。

## 疾患における脱リン酸化の役割

### 病理
消化管の膜のATPアーゼとプロトンポンプの過剰な脱リン酸化によって、腐食性のある酸性消化液の分泌が高まることとなる。その結果、胸やけや食道炎につながる。消化性潰瘍はピロリ菌Helicobacter pyloriの感染と脱リン酸化によるpHの上昇とによって引き起こされる。
アルツハイマー病の患者の脳から単離された微小管結合タンパク質タウは、異常な過剰リン酸化状態となっている。これはタウタンパク質の特定のアミノ酸を脱リン酸化する機構の異常によるものである。タウの脱リン酸化はプロテインホスファターゼ2Aと2Bによって触媒される。アルツハイマー病におけるタウの異常なリン酸化には、これらのホスファターゼのいずれか一方または双方の欠乏や変化が関与している。
脱リン酸化は心疾患、特に心臓の拍動に重要なアクチン-ミオシン間の相互作用の変化と関係している。脱リン酸化は、アクチン-ミオシン間相互作用を直接制御するミオシンの動きのサイクルの主要な部分を占める。脱リン酸化過程が阻害されたときには、カルシウム依存的な心収縮に異常をきたす、もしくは完全に起こらなくなる。
脱リン酸化の変化によって糖尿病に関係する生理学的過程にも影響が生じることが示唆されている。IRS1、IRS2、Akt、ERK1/2など、インスリン受容体を介したシグナル伝達に関与するリン酸化タンパク質は、恒常的に発現しているホスファターゼによって常に脱リン酸化が行われていると考えられている。

### 治療
プロトンポンプの阻害によって消化管の酸性度は大きく低下し、酸と関係した疾患の症状は緩和される。プロトンポンプ阻害薬によるpHの変化によって、消化性潰瘍の主な原因であるピロリ菌の除菌が行われ、逆流性食道炎は改善される。また、AMPKを脱リン酸化によって阻害する薬剤の利用により、心疾患が改善される可能性がある。糖尿病の治療においては、スルホニルウレア系薬剤はグルコーストランスポーターGLUT4の脱リン酸化を促進し、インスリン抵抗性を低下させてグルコースの利用を増大させる。

## 研究応用
脱リン酸化は分子生物学において、特に制限酵素を利用した分子クローニングで重要な役割を果たす。制限酵素によって切断されたベクターの末端どうしのライゲーションを防ぐために、末端を脱リン酸化するホスファターゼが利用される。こうしたアルカリホスファターゼは多くの場合天然由来であり、最も一般的なのはウシの腸に由来するものでCIP（calf-intestinal alkaline phosphatase）と略して呼ばれる。